# Peter Hynes (rugby à XV)
Pour les articles homonymes, voir Hynes et Peter Hynes.
Pas d'image ? Cliquez ici

a Compétitions nationales et continentales officielles uniquement.

b Matchs officiels uniquement.
Dernière mise à jour le 23 juillet 2018.
Peter Hynes, né le 18 juillet 1982 à Brisbane (Australie), est un joueur de rugby à XV international australien. Il évolue au poste d'ailier ou d'arrière (1,80 m pour 92 kg).

## Carrière
Il évolue avec les Reds  dans le Super Rugby entre 2003 et 2012, et avec les Ballymore Tornadoes lors de l'unique saison de l'Australian Rugby Championship en 2007. Peter Hynes a eu sa première sélection le 14 juin 2008 contre l'équipe d'Irlande.
Il met un terme à sa carrière professionnelle en 2012 en raison d'une blessure récurrente au genou.

## Statistiques

### En équipe nationale
- 22 sélections en équipe nationale
- 20 Points (4 essais)

### Super 14 et province
- 75 matchs de Super 12/Super 14 (95 points)
- 75 matchs avec les Reds (95 points)
- 6 matchs avec les Ballymore Tornadoes (0 point)